# Strawberry Fields Forever
（参考译名《永远的草莓地》）是一首英国摇滚乐队披头士乐队的歌曲。这首歌由约翰·列侬所作，署名为列侬-麦卡特尼创作组合。它的灵感来源于列侬对在草莓地的花园中玩耍的回忆，草莓地是利物浦郊区的一家救世军孤兒院，靠近列侬儿时的住处。
该曲原本是为专辑（1967）所录制，是那个录音期第一首录制的歌。但它于1967年2月和保罗·麦卡特尼的歌曲以双A面单曲形式发行，没有收录进专辑。在美国榜单上达到第8位，无数乐评人认为它是披头士最好的作品之一。该曲是定义迷幻搖滾这一流派的作品之一，并被许多艺人翻唱。这首歌后来被收录进美国版的（没有收录进英国版同名专辑）。纽约市中央公园的草莓地纪念处以这首歌命名。

## 背景和创作
草莓地（原文為 Strawberry Field；雖然歌名的 "Fields" 為複數，但原本的地名為單數）是一所救世军孤兒院的名字，在列侬幼年家的拐角处，位于利物浦郊区沃尔顿。列侬和他童年时代的朋友皮特·修顿、尼格尔·瓦利和伊凡·瓦格汉曾经常在孤儿院后面布满树林的花园中玩耍。列侬小时候的一大乐事是每年夏天在卡尔德斯通公园举办的園遊會，救世军铜管乐队会表演。列侬的阿姨咪咪·史密斯回忆道：“一旦我们能听见救世军乐队开始演奏，约翰就会上蹿下跳大喊，‘咪咪，快点。我们要晚了。’”
列侬的“Strawberry Fields Forever”和麦卡特尼的“Penny Lane”有共同的主题，都是对他们在利物浦的早年时光的怀旧。尽管两首歌都涉及真实的地点，它们有强烈的超现实和迷幻风格。制作人乔治·马丁说当他第一次听到这首歌时，脑中显现出了一个“模糊的、印象主义的梦中世界”。
写作这首歌的时候，列侬的生活中充满了变化和动乱。披头士乐队刚决定不再巡演，而之前是乐队最困难的时期之一 ，发生了包括“比耶稣更流行”的争议怠慢菲律宾第一夫人伊梅尔达·马科斯的事件。1980年，列侬谈起这首歌时说：“在我的一生中我是不同的。主歌的第二句是‘我想没人在我的树上’。好吧，我太害羞、自我怀疑。我在表达的是似乎没人和我一样时髦。所以我要么是疯了要么是个天才——‘它一定很高或很矮’”，他解释这首歌为“音乐中的精神分析”。
列侬在西班牙阿尔梅里亚开始创作这首歌，当时是理查德·莱斯特的电影《How I Won the War》的拍摄期间，1966年9月到10月。该曲最早的小样在阿尔梅里亚录制，其中没有副歌部分，只有一段主歌：“There's no one on my wavelength / I mean, it's either too high or too low / That is you can't you know tune in but it's all right / I mean it's not too bad”。他修改了这段主歌的歌词，使之更模糊难懂，接着创作了旋律和副歌的部分歌词（当时是作为过门，并且没有提及草莓地）。然后他加入了另外的主歌，提及了草莓地。第一段主歌是最后写成的，接近录音的时候。副歌再次来源于列侬的童年回忆：歌词“没有什么值得逗留”（nothing to get hung about）来自咪咪阿姨严格的规定，不许在草莓地的院子里玩。列侬对此规定回答说：“他们又不会因此吊死你。”（They can't hang you for it.）在发行版本中，列侬写的第一段主歌成为了第二段，而第二段成了最后一段。

## 榜单成绩
| 榜单（1967）                   | 最高位 排名 |
| ------------------------------ | ----------- |
| 澳大利亚（《》国家40强单曲榜） | 1           |
| 奥地利（Ö3單曲榜40强）         | 13          |
| 荷兰（荷兰40强单曲榜）         | 1           |
| 荷兰（荷兰百强单曲榜）         | 1           |
| 挪威（VG排行榜）               | 1           |
| 英国（英國單曲排行榜）         | 2           |
| 美国（公告牌百强单曲榜）       | 8           |

## 翻唱版本
该曲被多次翻唱，其中最著名的为彼得·蓋布瑞爾1976年在音乐纪录片中的版本，以及本·哈珀为电影《我是山姆》原声带翻唱的版本。香草软糖乐队的处女作专辑《Vanilla Fudge》收录了该曲的翻唱版，标题为。托德·朗德格伦的翻唱版被收录于1976年专辑中。2007年电影《戀愛心曲》的原声带中，吉姆·史特格斯和乔·安德森翻唱了该曲。
翻唱过的艺人还有里奇·哈文斯（于伍德斯托克音乐节）、特雷·阿纳斯塔西奥、比吉斯、鲍勃斯合唱组合、篝火女孩乐队、尤金·查德波恩、贾斯丁·克里、设计乐队、諾爾·蓋勒格、海西德·迪谢、劳伦斯·裘伯、大卫·兰茨、辛蒂·羅波、兹拉克·马诺洛维奇、瑪麗蓮·曼森、我第一和给我给我乐队、母亲的最佳乐队、歐蒂塔、安迪·帕特里奇、塑胶潘尼乐队、Pip Pyle乐队、居民乐队、米格尔·里奥斯、逃跑乐队、影子乐队、關·史蒂芬妮、明日乐队、跨大西洋乐队、迈克尔·维斯塞拉、冒险乐队、卡桑德拉·威尔逊、大友良英、XTC乐队、紫外线之声、梅蘭妮·馬丁尼茲 和凯伦·索萨（Karen Souza）。

## 注脚